# Alfa Serpentis
Alfa Serpentis (α Ser, Unukalhai) – najjaśniejsza gwiazda w gwiazdozbiorze Węża, będąca olbrzymem o typie widmowym K2 III. Znajduje się około 74 lata świetlne od Słońca.

## Nazwa
Tradycyjna nazwa gwiazdy, Unukalhai, wywodzi się od arabskiego ‏عنق الحية‎, co oznacza „szyję węża”. Rzadziej określana jest łacińską nazwą Cor Serpentis, „serce węża”. Obie nazwy odnoszą się do jej położenia w gwiazdozbiorze. Międzynarodowa Unia Astronomiczna w 2016 roku formalnie zatwierdziła użycie nazwy Unukalhai dla określenia tej gwiazdy.

## Charakterystyka
Unukalhai jest pomarańczowym olbrzymem, należy do typu widmowego K. Gwiazda ta najprawdopodobniej świeci dzięki zachodzącym w niej procesom syntezy helu w węgiel i tlen. W świetle widzialnym jest 38 razy jaśniejsza od Słońca, natomiast w podczerwieni aż 70 razy. Linie absorpcyjne w widmie tego olbrzyma są szczególnie wyraźne, wskutek wzbogacenia atmosfery gwiazdy w metale i węgiel. Rozmiar kątowy tarczy tej gwiazdy z uwzględnieniem pociemnienia brzegowego jest równy 0,00492″, co przy odległości około 22,7 parseka oznacza, że ma ona promień równy około 12 R☉.